# اسپروتس فارمرز مارکت
اسپروتس فارمرز مارکت (انگلیسی: Sprouts Farmers Market) شرکت خرده‌فروشی آمریکایی است، که در سال ۲۰۰۲ تأسیس شد.